# Andrea Rauscheid Reim
Andrea Rauscheid Reim – niemiecka brydżystka, World Grand Master (WBF), European Grand Master (EBL).
Przed wyjściem za mąż za Sebastiana Reima występowała jako Andrea Rauscheid.

## Wyniki brydżowe

### Olimpiady
W olimpiadach uzyskała następujące rezultaty:
| Olimpiady brydżowe. Zawody teamów | Olimpiady brydżowe. Zawody teamów | Olimpiady brydżowe. Zawody teamów    | Olimpiady brydżowe. Zawody teamów | Olimpiady brydżowe. Zawody teamów | Olimpiady brydżowe. Zawody teamów |
| Rok                               | Miejsce                           | Zawody                               | Kategoria                         | Drużyna                           | Pozycja                           |
| --------------------------------- | --------------------------------- | ------------------------------------ | --------------------------------- | --------------------------------- | --------------------------------- |
| 2004                              | Stambuł                           | 12. Olimpiada Teamów                 | Kobiety                           | Germany                           | 9                                 |
| 2002                              | Salt Lake City                    | 4. Mistrzostwa o Wielką Nagrodę MKOL | Kobiety                           | Germany                           | 4                                 |
| 2000                              | Lozanna                           | 3. Mistrzostwa o Wielką Nagrodę MKOL | Kobiety                           | Europe                            | 1                                 |
| 2000                              | Maastricht                        | 11. Olimpiada Brydżowa               | Kobiety                           | Germany                           | 3                                 |
| 1996                              | Rodos                             | 10. Olimpiada Teamów                 | Kobiety                           | Germany                           | 5                                 |

### Zawody światowe
W światowych zawodach zdobyła następujące lokaty:
| Mistrzostwa Świata. Konkurencja teamów | Mistrzostwa Świata. Konkurencja teamów | Mistrzostwa Świata. Konkurencja teamów                | Mistrzostwa Świata. Konkurencja teamów | Mistrzostwa Świata. Konkurencja teamów | Mistrzostwa Świata. Konkurencja teamów |
| Rok                                    | Miejsce                                | Zawody                                                | Kategoria                              | Drużyna                                | Pozycja                                |
| -------------------------------------- | -------------------------------------- | ----------------------------------------------------- | -------------------------------------- | -------------------------------------- | -------------------------------------- |
| 2004                                   | Stambuł                                | 3. Transnarodowe Mistrzostwa Świata Teamów Mikstowych | Miksty                                 | Weber                                  | 65                                     |
| 2003                                   | Monte Carlo                            | 36. Mistrzostwa Świata Teamów                         | Kobiety                                | Germany                                | 5                                      |
| 2001                                   | Paryż                                  | 35. Mistrzostwa Świata Teamów                         | Kobiety                                | Germany                                | 1                                      |
| 2000                                   | Southampton                            | 34. Mistrzostwa Świata Teamów                         | Trans                                  | Nehmert                                | 27                                     |
| 2000                                   | Southampton                            | 34. Mistrzostwa Świata Teamów                         | Kobiety                                | Germany                                | 5                                      |
| 1997                                   | Hammamet                               | 33. Mistrzostwa Świata Teamów                         | Kobiety                                | Germany                                | 9                                      |
| 1996                                   | Rodos                                  | 1. Mistrzostwa Świata Teamów Mikstowych               | Miksty                                 | Rauscheid                              | 9                                      |
| 1995                                   | Pekin                                  | 32. Mistrzostwa Świata Teamów                         | Kobiety                                | Germany                                | 1                                      |

| Mistrzostwa Świata. Konkurencja par | Mistrzostwa Świata. Konkurencja par | Mistrzostwa Świata. Konkurencja par | Mistrzostwa Świata. Konkurencja par | Mistrzostwa Świata. Konkurencja par | Mistrzostwa Świata. Konkurencja par |
| Rok                                 | Miejsce                             | Zawody                              | Kategoria                           | Partner                             | Pozycja                             |
| ----------------------------------- | ----------------------------------- | ----------------------------------- | ----------------------------------- | ----------------------------------- | ----------------------------------- |
| 1998                                | Lille                               | 10. Mistrzostwa Świata              | Miksty                              | Nedju Buchlev                       | 5                                   |
| 1994                                | Albuquerque                         | 9. Mistrzostwa Świata               | Open                                | Robert Maybach                      | 46                                  |
| 1994                                | Albuquerque                         | 9. Mistrzostwa Świata               | Miksty                              | Nedju Buchlev                       | 20                                  |

| Mistrzostwa Świata. Konkurencja indywidualna | Mistrzostwa Świata. Konkurencja indywidualna | Mistrzostwa Świata. Konkurencja indywidualna | Mistrzostwa Świata. Konkurencja indywidualna | Mistrzostwa Świata. Konkurencja indywidualna | Mistrzostwa Świata. Konkurencja indywidualna |
| Rok                                          | Miejsce                                      | Zawody                                       | Kategoria                                    | Pozycja                                      |                                              |
| -------------------------------------------- | -------------------------------------------- | -------------------------------------------- | -------------------------------------------- | -------------------------------------------- | -------------------------------------------- |
| 1996                                         | Paryż                                        | 3. Indywidualne Mistrzostwa Świata           | Kobiety                                      | 15                                           |                                              |

### Zawody europejskie
W europejskich zawodach zdobyła następujące lokaty:
| Zawody europejskie. Konkurencja teamów | Zawody europejskie. Konkurencja teamów | Zawody europejskie. Konkurencja teamów | Zawody europejskie. Konkurencja teamów | Zawody europejskie. Konkurencja teamów | Zawody europejskie. Konkurencja teamów |
| Rok                                    | Miejsce                                | Zawody                                 | Kategoria                              | Drużyna                                | Pozycja                                |
| -------------------------------------- | -------------------------------------- | -------------------------------------- | -------------------------------------- | -------------------------------------- | -------------------------------------- |
| 2004                                   | Malmö                                  | 47. Mistrzostwa Europy Teamów          | Kobiety                                | Niemcy                                 | 6                                      |
| 2002                                   | Salsomaggiore                          | 46. Mistrzostwa Europy Teamów          | Kobiety                                | Niemcy                                 | 2                                      |
| 2001                                   | Teneryfa                               | 45. Mistrzostwa Europy Teamów          | Kobiety                                | Niemcy                                 | 3                                      |
| 2000                                   | Bellaria                               | 6. Mistrzostwa Europy Mikstów          | Miksty                                 | Reps                                   | 29                                     |
| 1999                                   | Malta                                  | 44. Mistrzostwa Europy Teamów          | Kobiety                                | Niemcy                                 | 5                                      |
| 1998                                   | Akwizgran                              | 5. Mistrzostwa Europy Mikstów          | Miksty                                 | Rahowsky                               | 52                                     |
| 1997                                   | Montecatini                            | 43. Mistrzostwa Europy Teamów          | Kobiety                                | Niemcy                                 | 4                                      |
| 1995                                   | Vilamoura                              | 42. Mistrzostwa Europy Teamów          | Kobiety                                | Niemcy                                 | 2                                      |
| 1992                                   | Ostenda                                | 2. Mistrzostwa Europy Mikstów          | Miksty                                 | Buchlev                                | 43                                     |
| 1990                                   | Bordeaux                               | 1. Mistrzostwa Europy Mikstów          | Miksty                                 | Rauscheid                              | 52                                     |

| Zawody europejskie. Konkurencja par | Zawody europejskie. Konkurencja par | Zawody europejskie. Konkurencja par | Zawody europejskie. Konkurencja par | Zawody europejskie. Konkurencja par | Zawody europejskie. Konkurencja par |
| Rok                                 | Miejsce                             | Zawody                              | Kategoria                           | Partner                             | Pozycja                             |
| ----------------------------------- | ----------------------------------- | ----------------------------------- | ----------------------------------- | ----------------------------------- | ----------------------------------- |
| 2001                                | Teneryfa                            | 45. Mistrzostwa Europy Teamów       | Kobiety                             | Pony Beate Nehmert                  | 14                                  |
| 2000                                | Bellaria                            | 6. Mistrzostwa Europy Mikstów       | Mikst                               | Klaus Reps                          | 80                                  |
| 1998                                | Akwizgran                           | 5. Mistrzostwa Europy Mikstów       | Mikst                               | Roland Rohowsky                     | 122                                 |
| 1997                                | Montecatini                         | 6. Mistrzostwa Europy Par Kobiet    | Kobiety                             | Ulrike Schreckenberger              | 140                                 |
| 1997                                | Haga                                | 9. Mistrzostwa Europy Par           | Open                                | Nedju Buchlev                       | 44                                  |
| 1996                                | Monte Carlo                         | 4. Mistrzostwa Europy Mikstów       | Mikst                               | Roland Rohowsky                     | 75                                  |
| 1995                                | Vilamoura                           | 42. Mistrzostwa Europy Teamów       | Kobiety                             | Pony Beate Nehmert                  | 2                                   |
| 1994                                | Barcelona                           | 3. Mistrzostwa Europy Mikstów       | Miksty                              | Roland Rohowsky                     | 52                                  |
| 1993                                | Bielefeld                           | 7. Mistrzostwa Europy Par           | Open                                | Peter Gondos                        | 155                                 |
| 1992                                | Ostenda                             | 2. Mistrzostwa Europy Mikstów       | Mikst                               | Nedju Buchlev                       | 109                                 |
| 1990                                | Bordeaux                            | 1. Mistrzostwa Europy Mikstów       | Mikst                               | Nedju Buchlev                       | 71                                  |

## Klasyfikacja
- Andrea Rauscheid-Reim – klasyfikacja EBL (ang.)
- Andrea Rauscheid-Reim – klasyfikacja WBF (ang.)